# Tacuates
Els tacuates són una ètnia descendents dels mixtecs que deriven dels que van arribar per habitar Tututepec.

## Denominació
El terme tacuate deriva del nàhuatl que vol dir Tlal-home i Coatl-Serp "Home Serp". A Zacatepec els tacuates es denominen com Tata-Senyor i Koo-Serp "Senyor Serp", i a Ixtayutla es denominen "Inyus" que deriva de la paraula "Indi".

## Assentaments
Els tacuates habiten a la regió de la Costa Chica d'Oaxaca o Mixteca de la Costa als Municipis de Santa María Zacatepec, Putla, Oaxaca i Santiago Ixtayutla, Jamiltepec, Oaxaca.

## Història
Els tacuates de Santa María Zacatepec durant el govern de Porfirio Díaz, van gaudir d'un gran poder directe del president Diaz gràcies al cacic tacuate "Tata Lencho" o Lorenzo Cruz, compadre de Porfirio Diaz. A la mort d'aquest últim cacic i governador tacuate, el poble de Santa Maria Zacatepec és envaït per espanyols i mestissos de les poblacions veïnes que buscaven noves terres.
Els tacuates van fundar el poble de Santa María Zacatepec el dia 9 de novembre de 1547 sota el nom de "Yucu'Satuta" acabo denominat pels mixtecs de Tlaxiaco en veure les llomes verdes que envoltaven el poble, i els pobles veïns com Putla, Fondes, Amuzgos, Jicayan, Mechoacan i Tututepec el denominen "Ñuu Kanu Cha'a Tuta" que vol dir "Poble Gran que dona Atole",avui dia és reduït com "Cha'a" que vol dir "Els que donen". Els tacuates desconeixen el mixtec o Ñuu Savi com la seva llengua, ells diuen parlar la llengua tu'un va'a a causa que no s'entenen amb els mixtecs de Tlaxiaco ni amb els mixtecs de Tututepec.

## Llengua
La llengua dels tacuates, també conegut com a mixtec de Zacatepec, és una variant del mixtec, pertanyent al grup mixteca de les otomang. Els tacuates no es reconeixen a si mateixos com a mixtecs, però la seva parla forma part de la macrollengua mixteca. Ethnologue diu que la intel·ligibilitat del mixtec de Zacatepec és de 40-50% respecte al de Metlatónoc, 25-30% amb la varietat de Yoloxóchitl; guarda major similitud amb les parles d'Ixtayutla i Jicaltepec, amb 64 i 63% d'intel·ligibilitat mútua respectivament.

## Vestimenta
Els tacuates de Zacatepec vesteixen vestits molt colorits, segons estudis, la vestimenta de l'ètnia, és l'única de les prehispàniques que segueix en ús.

## Religió
Encara conserven creences màgic-religioses ancestrals.